# Michael Anderson
Michael Joseph Anderson (n. 30 ianuarie 1920, Londra, Regatul Unit al Marii Britanii și Irlandei – d. 25 aprilie 2018, Vancouver, British Columbia, Canada) a fost un regizor de film englez, cunoscut pentru regia filmului din al Doilea Război Mondial The Dam Busters (1955), epicul În jurul lumii în 80 de zile (1956) și film distopic SF Logan's Run (1976).

## Tinerețe si educație
Anderson s-a născut într-o familie de actori de teatru. Părinții săi au fost actorii Lawrence (1893–1939) și Beatrice Anderson (1893–1977). Mătușa lui a fost Mary Anderson din Louisville, Kentucky, care a devenit una dintre primele actrițe shakespeariane din SUA și i-a fost dedicat Teatrul Mary Anderson din Louisville.
A început să lucreze în industria cinematografică ca actor în anii 1930. Până în 1938, a fost calificat să muncească în spatele camerei ca asistent de regie. În timpul celui de-al Doilea Război Mondial, în timp ce slujea în Royal Signals Corps⁠(d) al armatei britanice, l-a întâlnit pe Peter Ustinov și l-a asistat ulterior la două filme.

## Carieră

### Actor și asistent regizor
Anderson a apărut în două filme ca actor: în rolul lui Oily Boyd în Housemaster (1938) și ca Marine Albert Fosdick în Noël Coward 's In Which We Serve (1942). S-a alăturat studiourilor Elstree ca director de producție în 1936 și a devenit asistent de regie până în 1938.
Creditele sale ca asistent regizor includ Spy for a Day (1940), Freedom Radio (1940), Quiet Wedding (1941), Cottage to Let (1941) și Jeannie (1941). A fost director de unitate, precum și actor la In Which We Serve (1942) și a fost director asistent la Unpublished Story (1942).
Anderson a servit în Corpul Regal de Semnale în timpul celui de-al Doilea Război Mondial, timp în care l-a întâlnit pe Peter Ustinov . După demobilizare, Anderson s-a întors în industria cinematografică lucrând ca asistent de regie la filmele lui Ustinov School for Secrets (1946) și Vice Versa (1947). A fost și asistent regizor la Fame is the Spur (1947), One Night with You (1947) și Mr. Perrin and Mr. Traill (1948).

### Regizor
Anderson și Ustinov au scris și regizat împreună un lungmetraj, Private Angelo (1949).
Anderson și-a făcut debutul solo regizoral cu un film B, Waterfront (1950) cu Robert Newton . Criticul Telegraph a anunțat: „Pot doar să-mi ard bărcile și să prorocesc că tânărul Michael Anderson este probabil cea mai promițătoare descoperire de la Carol Reed și David Lean. ”
Anderson a concurat cu câteva filme B: Hell Is Sold Out (1951); Night Was Our Friend (1952) și Dial 17 (1952).

#### Asociat British Picture Corporation
Anderson a semnat apoi un contract cu Associated British Picture Corporation (ABPC) pentru care a ajuns să realizeze cinci filme. Primul film a fost o comedie, Will Any Gentleman...? (1953). A fost urmat de filmulThe House of the Arrow⁠(d) (1953).
Al treilea a fost filmul de război The Dam Busters (1955), cu Richard Todd. A fost cel mai popular film ca vânzări britanice în 1955.
Apoi, Anderson a urmat o prima adaptare cinematografică a lui George Orwell 1984 (1956), cofinanțată de interese americane. A fost un eșec comercial, în ciuda filmării unui final „fericit” pentru lansarea în Statele Unite.

#### Înconjurul lumii în 80 de zile
Anderson a fost apoi chemat să regizeze Around the World in 80 Days (1956), după ce regizorul original John Farrow a avut o ceartă cu producătorul Mike Todd. Se pare că Todd l-a angajat pe baza The Dam Busters și la recomandarea lui Noël Coward.
Filmul a fost un succes uriaș și Anderson a fost nominalizat pentru un premiu Oscar (filmul a câștigat cel mai bun film) și un Glob de Aur pentru regia sa. Todd l-a semnat pe Anderson cu un contract pentru două imagini, dar Todd a murit într-un accident de avion în 1958.
Anderson a fost reunit cu Richard Todd pentru un alt film de război Yangtse Incident: The Story of HMS Amethyst (1957) pentru producătorul Herbert Wilcox, dar nu a avut aceeași popularitate ca The Dam Busters .
A realizat un al treilea film cu Richard Todd, un thriller, Chase a Crooked Shadow (1958); acesta a fost al cincilea și ultimul său film pentru Associated British. 

#### Regizor internațional
În Irlanda, Anderson a făcut un thriller despre IRA cu James Cagney, Shake Hands with the Devil (1959). A fost făcut pentru Pennebaker, compania lui Marlon Brando și i-a oferit un rol timpuriu lui Richard Harris . 
Anderson a preluat apoi un proiect la MGM, planificat inițial ca un proiect Alfred Hitchcock, The Wreck of the Mary Deare (1959), cu Gary Cooper și Charlton Heston . Anderson și-a amintit mai târziu în 1986: „Magia de care îmi amintesc cel mai mult este să merg pe etapa 30 din Culver City la Metro-Goldwyn-Mayer. A fost cea mai mare scenă din lume și îmi amintesc că m-am uitat la ea și m-am gândit că voi fi aici în câteva săptămâni și vor fi construit o navă și îi voi regiza pe Gary Cooper și Charlton Heston - totul va fi fi al meu. Mi-a dat un asemenea sentiment de uimire și nu m-a părăsit niciodată.”
MGM a finanțat și următorul film al lui Anderson, melodrama All the Fine Young Cannibals (1960) cu Natalie Wood și Robert Wagner .  Anderson s-a reunit cu Cooper în The Naked Edge (1961), care s-a dovedit a fi ultimul film al lui Cooper.
Harold Pinter a scris The Sevant pentru Anderson, dar regizorul nu a reușit să obțină finanțare, așa că i-a vândut-o lui Joseph Losey.
Anderson a făcut câteva filme pentru Harold Hecht : Flight from Ashiya (1964), o poveste de aventură, și Wild and Wonderful (1964), o comedie cu Tony Curtis. Pentru MGM și Carlo Ponti a regizat thrillerul de război Operation Crossbow (1965).
Anderson a realizat un thriller de spionaj The Quiller Memorandum (1966), cu George Segal și Alec Guinness . El trebuia să regizeze  Eye of the Devil, dar s-a îmbolnăvit. Pentru MGM a regizat filmul Sandalele pescarului (1968), intră în locul lui Anthony Asquith în ultimul moment; filmul a fost un eșec.
El a fost menit să regizeze adaptarea pentru marele ecran a lui James Clavell, Tai Pan, cu Patrick McGoohan în rolul principal, dar filmul nu a fost realizat din cauza costurilor mari.

#### Anii 1970
Anderson a rămas câțiva ani fără să facă un film înainte de a reveni cu Pope Joan (1972) și The Devil's Impostor (1972). Pentru George Pal a făcut Doc Savage: The Man of Bronze (1975), apoi a făcut Conduct Unbecoming (1975).
Logan's Run (1976), despre o societate futuristă în care umanitatea este închisă într-o cupolă sigilată cu capcană morții controlată de un computer, a fost un succes costisitor la box-office, câștigând 50 de milioane de dolari în întreaga lume și sporind vânzările pentru distribuitorul său, Metro Goldwyn Mayer. Anderson a regizat apoi Orca (1977) și Dominique (1978).

#### Lucru de mai târziu
În 1981, Anderson s-a mutat în Canada, de unde era soția lui de atunci, și a devenit cetățean canadian. „Este cea mai bună mișcare pe care am făcut-o vreodată”, a spus el în 1986. „Există atât de mult talent, este incitant, curat, tânăr, proaspăt și mi-a fost foarte bine”.
Lucrările sale ulterioare au fost în mare parte miniseriale făcute pentru televiziune, inclusiv Cronicile marțiane (1980), Sword of Gideon (1986), Young Catherine (1991), The Sea Wolf (1993), Rugged Gold (1994), Captain's Courageous (1996) și 20.000 de leghe sub mări (1997).
Lucrările sale de lungmetraj în Canada au inclus, Murder by Phone (1982), filmul din Noua Zeelandă, Second Time Lucky (1984), Separate Vacations (1986), Summer of the Monkeys (1998) și Millennium (1989) și The Grand Defiance ( 1993). A regizat Bottega dell'orefice ( The Jeweler's Shop, 1988), bazată pe piesa din 1960 scrisă de Karol Wojtyła, care, la momentul filmului, devenise Papa Ioan Paul al II-lea. În 1998, el a spus „Sincer mă simt ca un adolescent” și nu avea nicio intenție să se retragă. În ciuda acestei afirmații, ultimul său credit cinematografic înainte de pensionare ar ajunge să fie The New Adventures of Pinocchio (1999).
În 2012, Michael Anderson a primit premiul pentru întreaga carieră de regizor la Directors Guild of Canada. La momentul morții sale, Anderson era cel mai în vârstă nominalizat în viață la premiul Oscar pentru cel mai bun regizor și singurul regizor supraviețuitor al cărui film a câștigat premiul pentru cel mai bun film în anii 1950.

## Viața personală
Anderson a fost căsătorit de trei ori:
1. Cu Betty Jordan (1923–2008) s-a căsătorit în 1939 și a avut cinci copiii.
2. În 1969 s-a căsătorit cu Vera Carlisle (născută în 1935) cu care a avut un copil.
3. Cu actrița Adrienne Ellis (născută în 1944) a avut doi copii vitregi: actrița Laurie Holden ( The X-Files, Silent Hill, The Mist, The Walking Dead ) și Christopher Holden.

Fiul său, Michael Anderson Jr., este un actor care a apărut în Logan's Run și The Martian Chronicles, celălalt  fiu, David Anderson, este producător de film.
Anderson a murit pe 25 aprilie 2018, la vârsta de 98 de ani, din cauza unei boli de inimă.

## Filmografie selectivă
- 1949 Private Angelo
- 1953 The House of the Arrow
- 1955 Distrugătorii de baraje (The Dam Busters)
- 1956 Ocolul Pământului în 80 de zile (Around the World in 80 Days)
- 1959 Misterul vasului Mary Deare (The Wreck of the Mary Deare)
- 1964 Wild and Wonderful
- 1965 Operațiunea Crossbow (Operation Crossbow)
- 1968 Sandalele pescarului (The Shoes of the Fisherman)
- 1972 Papesa Ioana (Pope Joan)
- 1975 Doc Savage: Omul de bronz (Doc Savage: The Man of Bronze)
- 1976 Fuga lui Logan (Logan's Run)
- 1986 Spada/Sabia lui Gideon (Sword of Gideon) (film TV)
- 1989 Millennium cu Kris Kristofferson
- 1991 Tinerețea Ecaterinei (Young Catherine) (film TV)
- 1997 20.000 leghe sub mări (20,000 Leagues Under the Sea)